# HMS Burford (1757)
Pour les autres navires du même nom, voir HMS Burford.
Le  HMS Burford est un vaisseau de ligne de troisième rang de 70 canons, construit pour la Royal Navy par les chantiers de Chatham selon les normes de 1745 (en) et lancé en 1757. 
Le vaisseau a pris part à de nombreux combats durant la guerre de Sept Ans et la guerre d'indépendance des États-Unis.
Le Burford est vendu en 1785.

## Histoire
Le 20 novembre 1759, durant la guerre de Sept Ans, il prend part à la bataille des Cardinaux, sous les ordres du capitaine James Gambier. James Young en est le capitaine lorsqu'il fait partie de la flotte envoyée par Edward Hawke mener le raid sur Rochefort en septembre 1757,.
En 1766, il est commandé par le capitaine Francis Samuel Drake.
Pendant la guerre d'indépendance des États-Unis, il combat, sous le commandement du capitaine Reiner, durant les 5 batailles livrées entre la flotte britannique commandée par l'amiral Edward Hughes et la flotte française commandée par le Pierre André de Suffren au large de la côte est de l'Inde. Il prend ainsi part à la bataille de Sadras, le 17 février 1782, puis à celles de Provédien, qui a lieu le 12 avril 1782 et de Négapatam, le 6 juillet suivant.
Il est ensuite engagé dans la bataille de Trinquemalay, affrontement naval qui a lieu du 25 août au 3 septembre 1782. Cette bataille, à l'issue indécise, a lieu au large de Trinquemalay, une baie avec un port située sur les côtes de l'île de Ceylan.
Enfin, le 20 juin 1783, il fait la partie de la flotte britannique battue par les Français durant la bataille de Gondelour.